# Lucien Bianchi
 (avril 2020).
Si vous disposez d'ouvrages ou d'articles de référence ou si vous connaissez des sites web de qualité traitant du thème abordé ici, merci de compléter l'article en donnant les références utiles à sa vérifiabilité et en les liant à la section « Notes et références ».
Pour les articles homonymes, voir Bianchi.
Lucien Bianchi, né Luciano Bianchi, est un pilote automobile italien naturalisé belge (selon la majorité des sources, quelques-unes attestant toutefois qu'il n'a fait que courir sous licence belge,), né le 10 novembre 1934 à Milan, et mort le 30 mars 1969 au Mans à l'âge de 34 ans des suites d'un accident durant les essais préliminaires des 24 Heures du Mans sur Alfa Romeo.
Il a disputé dix-sept Grands Prix de Formule 1 entre 1960 et 1968, a inscrit un total de six points et décroché un podium lors du Grand Prix de Monaco 1968. Bianchi a également inscrit son nom au palmarès des 24 Heures du Mans et des 12 heures de Sebring.
Lucien Bianchi est le grand-oncle du pilote automobile français Jules Bianchi (petit-fils de son frère Mauro Bianchi), qui débute en Formule 1 en 2013 au sein de l'écurie Marussia F1 Team et meurt en 2015 des suites d'un accident survenu en Grand Prix.
Lucien Bianchi fait une première apparition dans la série BD Michel Vaillant à la planche 57 de l'album Le Pilote sans visage. Lucien et son frère Mauro sont les premiers « vrais » pilotes à apparaître dans la BD Michel Vaillant, dans le tome Le 13 est au départ.

## Historique
La famille Bianchi, originaire de Milan, s'expatrie en Belgique en 1950 pour suivre le pilote belge Johnny Claes, qui dispute le championnat du monde de Formule 1 sur Talbot Lago T26C et dont le père de Luciano est un des mécaniciens de course. Dès 1952, Claes introduit un peu plus le jeune Lucien dans le monde de la compétition automobile en en faisant son coéquipier en rallye. Rapidement Lucien Bianchi mène de front les courses de rallye et les épreuves disputées sur circuit.

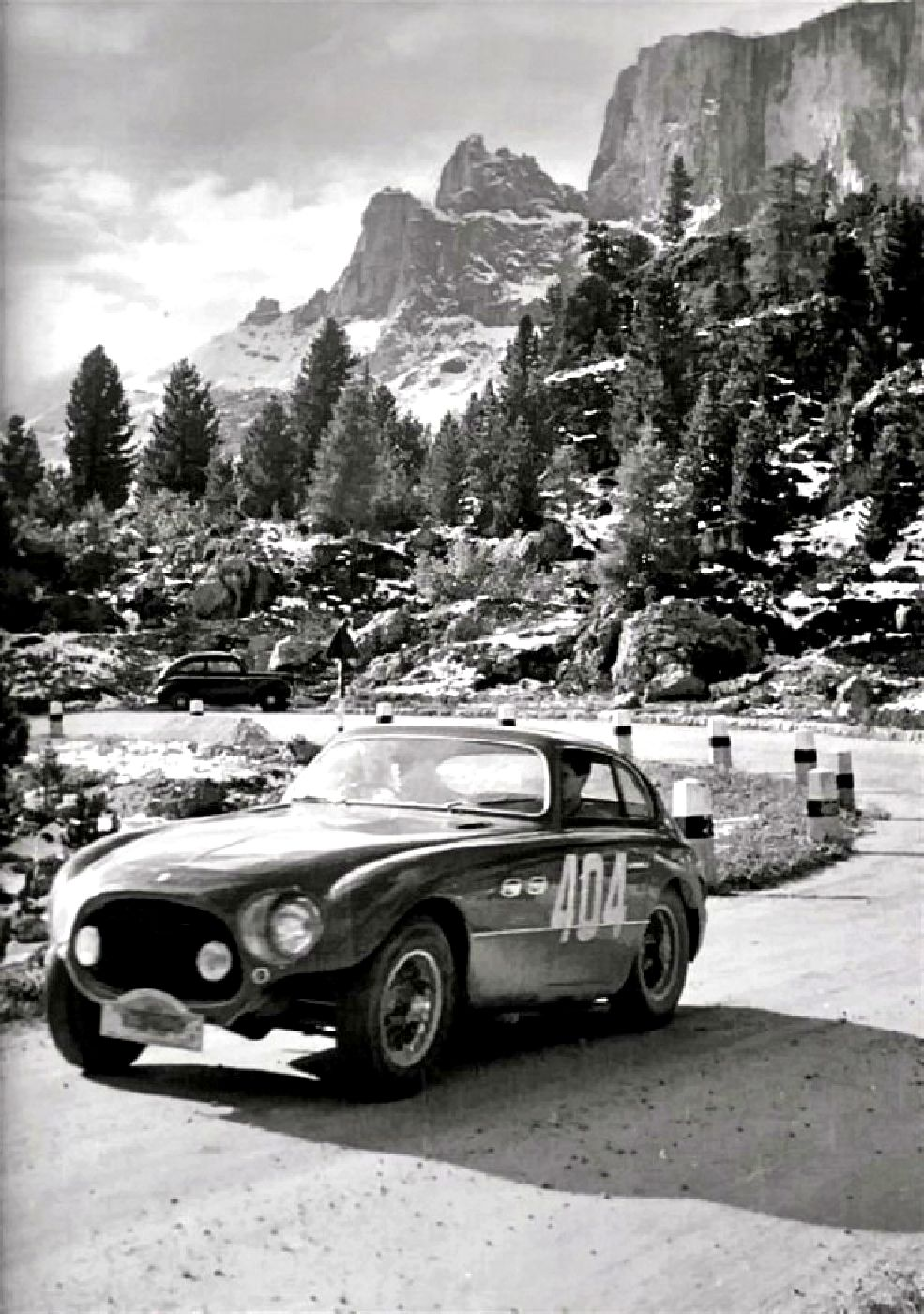
Lucien Bianchi et Jacques Herzet lors du Rallye International des Alpes en 1953.

En 1957, Lucien Bianchi, pour sa seconde participation à l'épreuve, décroche une victoire de classe aux 24 Heures du Mans, sur Ferrari 2 litres (septième au classement général). Cette même année, toujours au volant d'une Ferrari, au côté d'Olivier Gendebien, il remporte pour la première fois le Tour de France automobile, épreuve qu'il remportera également en 1958, 1959 et 1964. Il est également vainqueur du Rallye de Sestrières, avec Pier-Carlo Borghesio sur Panhard Dyna X 86 T750.
En 1959, lorsque l'Équipe Nationale Belge débute en monoplace, il est recruté aux côtés d'Alain de Changy, André Pilette, André Milhoux, Olivier Gendebien, Paul Frère, Willy Mairesse et son frère Mauro Bianchi.  Il rate sa première qualification en Grand Prix lors de l'épreuve de Monaco au volant d'une Cooper T51 et doit attendre l'année suivante pour disputer son premier Grand Prix, à Spa en Belgique. Cette fois sur Cooper T45, il se qualifie en quatorzième position et inscrit son premier point en championnat du monde en terminant sixième pour le compte de l'écurie Fred Tuck Cars. Il dispute encore deux Grands Prix mais est à chaque fois contraint à l'abandon sur rupture mécanique. 
En 1961, l'ENB achète deux Emeryson-Maserati 61 pour Bianchi et Gendebien. Rapidement l'ENB redessine les Emeryson pour les rendre plus compétitives mais Bianchi est victime d'un accident lors du Grand Prix de Pau. Lorsque Bianchi et Gendebien ne parviennent à se qualifier ni à Monaco ni à Monza, l'équipe belge abandonne définitivement Emeryson pour se tourner vers Lotus : si Bianchi parvient alors à se qualifier en Grand Prix, il ne reçoit toujours pas le drapeau à damiers et quitte alors l'ENB pour l'UDT Laystall Racing Team qui engage aussi des Lotus 18 et 21, sans résultat. Cette même année, Bianchi intègre l'équipe officielle Citroën en rallye et, comme consolation d'une saison blanche en Formule 1, remporte sur DS 19 la course Liège-Sofia-Liège (accompagné de Georges Harris). Il termine également quatrième de l'éprouvant Rallye Centrafrique associé à Olivier Gendebien (cinquième et dernière édition du raid Méditerranée-Le Cap).
En 1962, au volant de la Ferrari 250 TRI/61 qui a mené à la victoire son ami Gendebien l'année précédente, il dispute et remporte à son tour (avec Joakim Bonnier) les 12 heures de Sebring. En Formule 1, il renoue avec l'ENB et dispute deux Grands Prix, obtenant comme meilleur résultat une neuvième place lors du Grand Prix de Belgique au volant d'une Lotus 18 prêtée par l'équipe de Rob Walker. 
Bianchi va alors peu à peu se détourner de la Formule 1 puisqu'en 1963, il ne dispute que son Grand Prix national (il est devenu citoyen belge) sur une Lola Mk4 qui le conduira à l'abandon sur accident. En 1964, il termine second des 500 miles de Daytona et quatrième des 1 000 kilomètres du Nürburgring sur Ferrari GTO. L'année suivante, il remporte, avec son frère Mauro, sur Alpine, les 500 km du Nürburgring et renoue avec la Formule 1 au sein de la Scuderia Centro Sud qui engage des BRM P57 pour le Grand Prix de Belgique. Bianchi, qualifié en dix-septième position, ne peut mieux faire que douzième de son seul Grand Prix de l'année. 

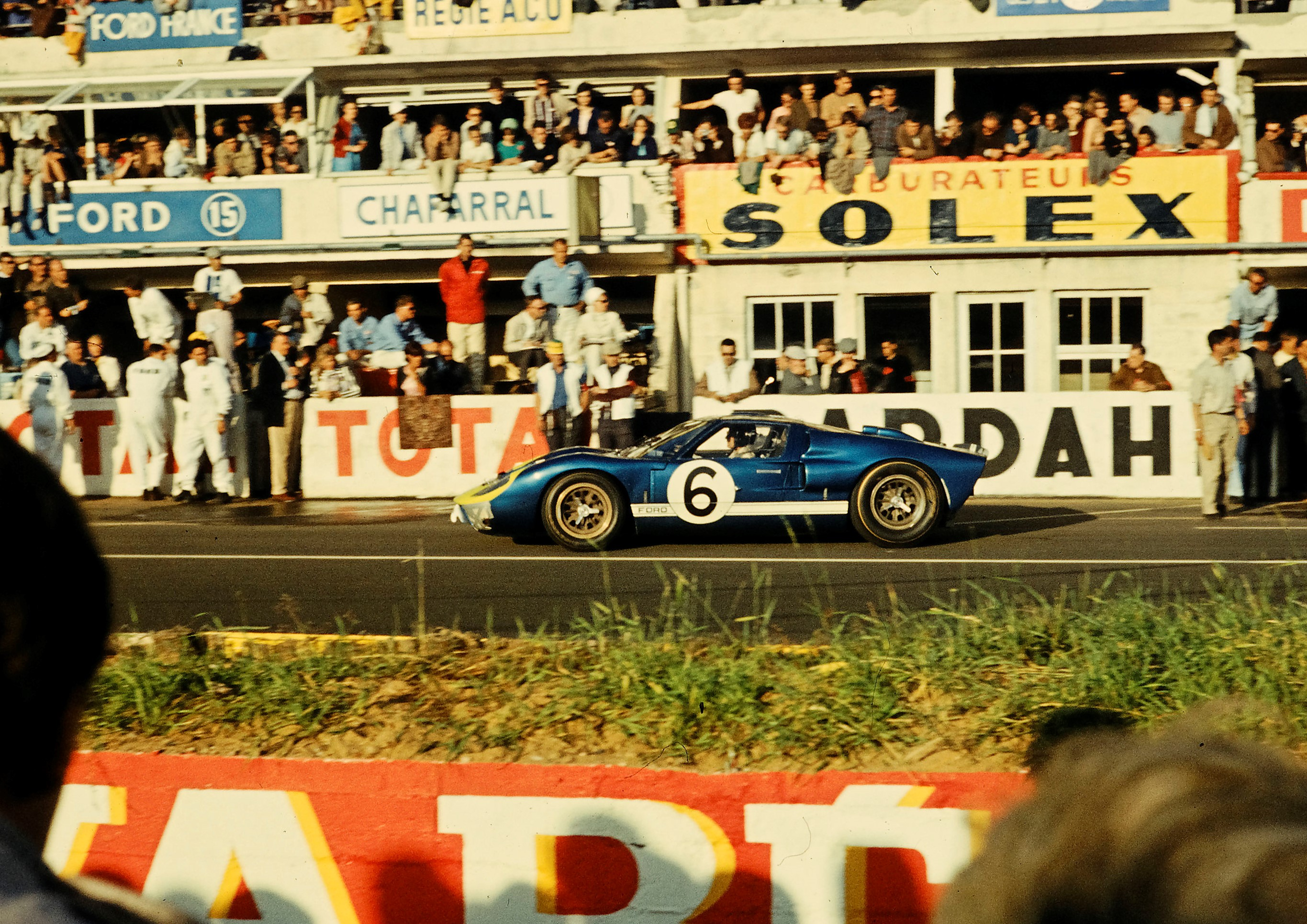
Lucien Bianchi, sur Ford GT40 Mk II, aux 24 Heures du Mans 1966.

En 1966 et 1967, Lucien Bianchi s'expatrie aux États-Unis où il dispute des épreuves du championnat USAC, sans résultats notables. Il rentre en Europe en 1968 pour disputer, enfin, sa première saison complète en Formule 1 au sein de l'écurie Cooper. Au volant de la T86B, il termine troisième de la première épreuve de la saison, le prestigieux Grand Prix de Monaco avant de terminer sixième de son Grand Prix national. Malheureusement, après un début de saison en fanfare, il ne terminera plus aucun des sept autres Grands Prix qu'il dispute et tourne alors définitivement le dos à la Formule 1. Parallèlement à ses engagements en Formule 1, Bianchi court aussi, avec succès, en Endurance : sur |Alfa 33, il remporte l'épreuve du Mugello et termine troisième de la Targa Florio. Il remporte aussi, mais sur Ford GT40 et avec son compatriote Jacky Ickx, les six heures de Watkins Glen. Mais le meilleur advient lorsqu'il remporte, au côté de Pedro Rodriguez, les 24 Heures du Mans.
En 1968, alors qu'il est en tête du Rallye-marathon Londres-Sydney en compagnie de Jean-Claude Ogier au volant d'une Citroën DS à quelques kilomètres de l'arrivée de l'avant dernière étape, un automobiliste australien le percute, le privant de la victoire finale.

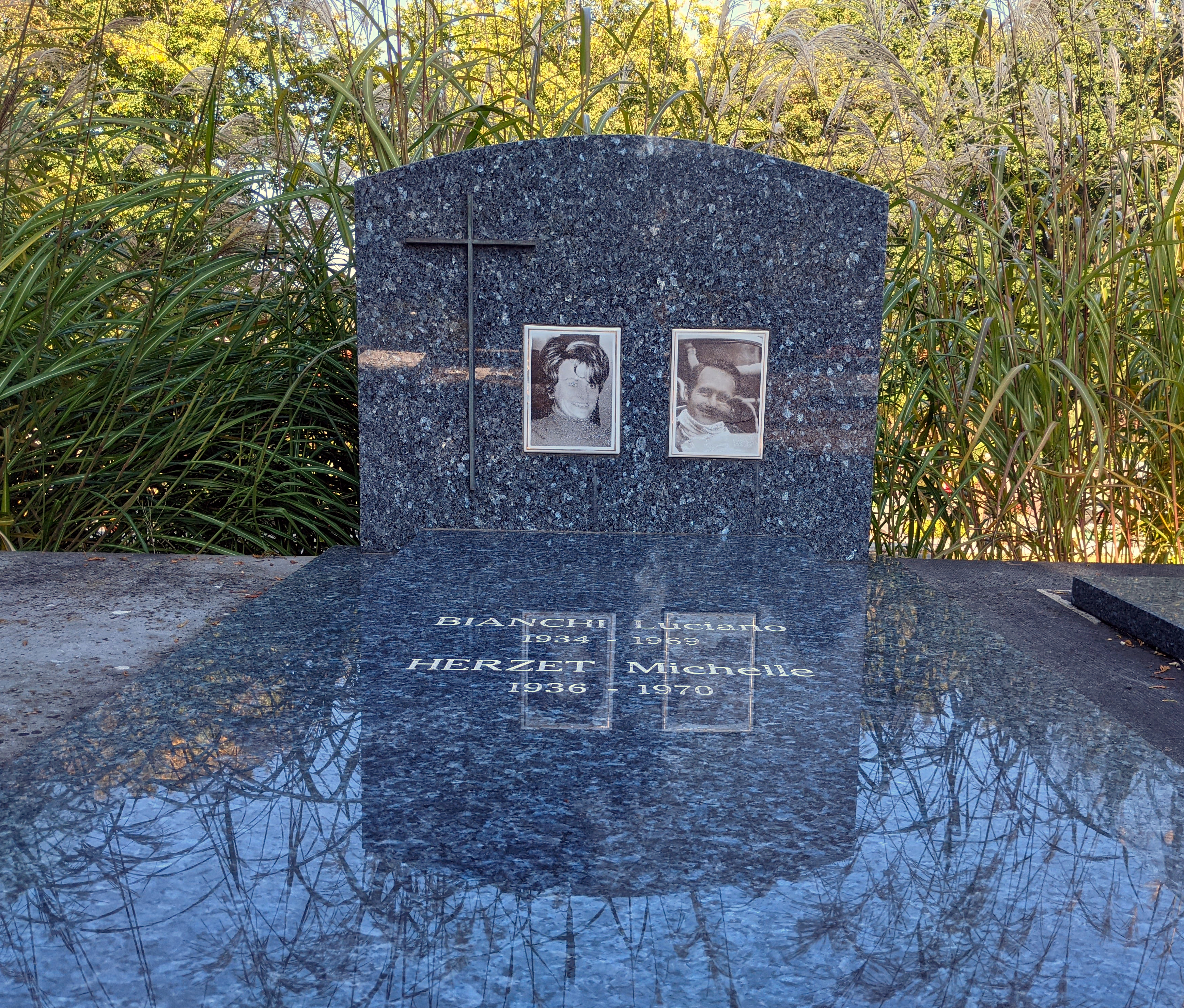
Tombe de Lucien Bianchi à Woluwe-Saint-Pierre.

En 1969, Lucien Bianchi signe pour l'écurie Autodelta afin de piloter leur Alfa Romeo T33 aux 24 Heures du Mans où il compte « remettre son titre en jeu ». Fin mars, soit dix semaines avant la course, les concurrents se retrouvent au Mans pour participer aux essais préliminaires des 24 Heures. Dès la première journée de tests, son Alfa 33 à moteur trois litres connaît des problèmes au niveau de son capot moteur qui a tendance à s'ouvrir en pleine charge. Au bout d'une heure d'essai, le capot cède, obligeant Bianchi à stopper en catastrophe sur le bord de la piste. Le lendemain matin, 30 mars, bien que ses mécaniciens aient renforcé les attaches, le capot continue de s'ouvrir et une nouvelle réparation de fortune est nécessaire. Bianchi repart alors mais, au niveau de la bosse qui mène vers Mulsanne, il est obligé de ralentir brusquement et actionne son clignotant pour indiquer que sa voiture a un problème. D'un coup, l'Alfa 33/3 mord le bas-côté au bout de la ligne droite de Mulsanne, percute un poteau télégraphique, s'enflamme puis explose. Bianchi, prisonnier des flammes, trouve la mort à 34 ans.
Lucien Bianchi a écrit le livre Mes rallyes, paru aux éditions Flammarion, pendant sa période de convalescence après son accident lors de la course Londres-Sydney en 1968. À partir de 1970, en son hommage, un rallye automobile a été créé dans la région de Beaumont ; il a compté tour à tour pour le championnat de Belgique, le championnat d'Europe, puis comme rallye historique de régularité et rallye du Criterium belge.

## Résultats en championnat du monde de Formule 1
| Saison | Écurie                                | Châssis              | Moteur                                | Pneus    | GP disputés | Points inscrits | Classement |
| ------ | ------------------------------------- | -------------------- | ------------------------------------- | -------- | ----------- | --------------- | ---------- |
| 1960   | Équipe Nationale Belge Fred Tuck Cars | Cooper T51           | Climax 4 en ligne                     | Dunlop   | 3           | 1               | 24e        |
| 1961   | UDT Laystall Racing Team              | Lotus 18 Lotus 18/21 | Climax 4 en ligne                     | Dunlop   | 3           | 0               | Nc.        |
| 1962   | Équipe Nationale Belge                | Lotus 18/21 ENB F1   | Climax 4 en ligne Maserati 4 en ligne | Dunlop   | 2           | 0               | Nc.        |
| 1963   | Reg Parnell Racing                    | Lola Mk4             | Climax V8                             | Dunlop   | 1           | 0               | Nc.        |
| 1965   | Scuderia Centro Sud                   | BRM p. 57            | BRM V8                                | Dunlop   | 1           | 0               | Nc.        |
| 1968   | Cooper Car Company                    | Cooper T86B          | BRM V12                               | Goodyear | 7           | 5               | 17e        |

## Résultats aux 24 Heures du Mans[4]
| Année | Voiture             | Équipe                          | Équipier            | Résultat  |
| ----- | ------------------- | ------------------------------- | ------------------- | --------- |
| 1956  | Ferrari 500 TR      | Équipe Nationale Belge          | Alain de Changy     | Abandon   |
| 1957  | Ferrari 500 TRC     | Équipe Nationale Belge          | Georges Harris      | 7e        |
| 1958  | Ferrari 500 TR      | Équipe Nationale Belge          | Willy Mairesse      | Abandon   |
| 1959  | Ferrari 250 TR58    | Équipe Nationale Belge          | Alain de Changy     | Abandon   |
| 1960  | Ferrari 250 GT SWB  | Écurie Francorchamps            | Jean Blaton         | Abandon   |
| 1961  | Ferrari 250 GT SWB  | Écurie Francorchamps            | Georges Berger      | Abandon   |
| 1962  | Maserati Tipo 151/1 | Maserati France                 | Maurice Trintignant | Abandon   |
| 1963  | Aston Martin DP215  | David Brown                     | Phil Hill           | Abandon   |
| 1964  | Ferrari 250 GTO/64  | Écurie Francorchamps            | Jean Blaton         | 5e        |
| 1965  | Ferrari 250 LM      | Maranello Concessionnaires Ltd. | Michael Salmon (en) | Abandon   |
| 1966  | Ford GT40 Mk.II     | Holman & Moody                  | Mario Andretti      | Abandon   |
| 1967  | Ford GT40 Mk.IV     | Holman & Moody                  | Mario Andretti      | Abandon   |
| 1968  | Ford GT40 Mk.I      | John Wyer Automotive            | Pedro Rodríguez     | Vainqueur |

## Palmarès en compétitions automobiles
- 1957 : victoire de classe aux 24 Heures du Mans;
- 1957 : victoire au Tour de France automobile;
- 1958 : victoire au Tour de France automobile;
- 1958 : victoire aux Coupes du Salon de Montlhéry
- 1959 : victoire au Tour de France automobile;
- 1960 : victoire aux 1 000 kilomètres de Paris;
- 1961 : victoire à Liège-Sofia-Liège;
  - 2e du Tour de France automobile, du Tour de Corse, et des 1 000 kilomètres de Paris en 1961;
- 1962 : victoire aux 12 Heures de Sebring;
- 1962 : victoire au Grand Prix GT d'Angola;
  - 2e des Tour de France automobile et GP d'Angola en 1963;
  - 2e des 2 000 kilomètres de Daytona en 1964;
- 1964 : victoire au Grand Prix GT de Zolder;
- 1964 : victoire au Tour de France automobile;
- 1965 : victoire aux 500 km du Nürburgring;
- 1965 : victoire au Rallye Grasse-Alpin;
- 1967 : victoire aux 6 Heures GT du Nürburgring;
- 1968 : victoire aux 6 Heures de Watkins Glen;
- 1968 : victoire au Grand Prix GT de Mugello;
- 1968 : victoire aux 24 Heures du Mans.

## Distinctions
- Champion de Belgique des conducteurs, titre décerné par le Royal automobile Club de Belgique (RACB): 1964;
- Triple Champion de Belgique des rallyes: en 1961, 1963 et 1964.